# По закону
По закону је четврти студијски албум Гоге Секулић који је објављен 2003. године. На албуму се налази седам песама и један дует са Шаком Полументом.